# Pia Kästner
Pia Kästner, född 29 juni 1998 i Eisenhüttenstadt i Tyskland, är en volleybollspelare (passare) som spelar med Schweriner SC och landslaget.
I sin ungdom spelade Pia Kästner för VSB Eisenhüttenstadt och SC Potsdam. Från 2013 till 2017 spelade hon med det tyska förbundslaget VC Olympia Berlin, först i 2. Volleyball-Bundesliga och senare i Volleyball-Bundesliga. Därefter bytte hon till tyska topplaget Allianz MTV Stuttgart som hon stannade hos till 2021. Därefter följde en säsong i franska ASPTT Mulhouse innan hon återvände till Tyskland för spel med SSC Palmberg.

Med juniorlandslaget kom hon sexa vid U18-VM 2015 i Peru och femma vid U19-EM 2016. Med seniorlaget har hon deltagit vid EM 2019, 2021 och 2023.